# Sesamoiditis
La sesamoiditis es la inflamación de los huesos sesamoideos. En los seres humanos se produce en la parte inferior del pie, justo detrás del dedo gordo del pie. Normalmente hay dos huesos sesamoideos en cada pie, a veces puede ser sesamoideos bipartitos, lo que significa que cada uno de ellos constará de dos piezas separadas. Los sesamoideos son aproximadamente del tamaño de caramelos. En los humanos, la función de los huesos sesamoideos es la de servir de protección y de palanca para los tendones musculares. En el caso del hallux, funciona como palanca para el flexor corto del hallux.
En la sesamoiditis se produce inflamación y el dolor, generalmente producido por un aumento en las actividades relacionadas con la marcha. A veces el hueso sesamoideo incluso se fractura y puede ser difícil de recoger en la radiografía. 

## Causas
Generalmente asociado a fuerzas excesivas producidas por la flexión del dedo gordo. El uso de tacones altos y tropiezos también son factores que pueden producir una sesamoiditis. Una vez que el hueso sesamoideo se lesiona puede ser muy difícil de curar porque al realizar los movimientos propios de la marcha, la patología empeora y produce una inflamación crónica.

## Tratamiento
El tratamiento es meramente sintomático sobre la base de reposo, antiinflamatorios y analgésicos. Sólo en algunas situaciones se opta por la inmovilización para evitar la cronicidad de la patología. Para reposar, sería necesario llevar un tipo de sujeción que inmovilizase el pie y la utilización de bastones para la marcha, con el fin de que no se incremente el dolor.